# El talent de Ripley (novel·la)
El talent de Ripley (títol original en anglès, The Talented Mr. Ripley) és una novel·la de thriller psicològic de 1955 de Patricia Highsmith. Aquesta novel·la va presentar el personatge de Tom Ripley, que torna en quatre novel·les posteriors. S'ha adaptat nombroses vegades per al cinema, inclosa la pel·lícula homònima de 1999.
El 1956, els Mystery Writers of America van nominar la novel·la al premi Edgar Allan Poe a la millor novel·la. El 1957, aquesta va guanyar el Grand Prix de Littérature Policière com a millor novel·la policial internacional.
El 5 de novembre de 2019, la BBC News va incloure-la a la seva llista de les 100 novel·les més inspiradores.

## Argument
Tom Ripley té un talent, i és imitar, fer-se passar per algú altre. Sobreviu com pot per Nova York fins que un dia, es donen un seguit de casualitats i el magnat Herbert Greenleaf li proposa viatjar a Itàlia per a persuadir al seu fill, Dickie, a tornar als Estats Units i dirigir el negoci familiar. Ripley comença a veure una oportunitat per a construir des dels fonaments una nova vida. Quan arriba al seu destí i coneix a Dickie Greenleaf i a la seva parella, Marge Sherwood, comença una relació d'amistat amb tots dos. S'obsessiona per Dickie i basa la seva relació amb mentides i ardits (fent creure a Dickie que van estudiar en la mateixa universitat, que comparteixen la mateixa passió pel jazz, i d'altres). No obstant això, quan Dickie comença a cansar-se de la seva companyia i de la seva dependència, els sentiments de Ripley s'enfonsen en veure com pot desaparèixer el nou estil de vida al qual s'ha acostumat. Altre cop, haurà d'utilitzar de nou, el seu talent per a la supervivència i les mentides.

## Adaptacions cinematogràfiques
- A ple sol (Plein Soleil, 1960), pel·lícula francesa dirigida per René Clément i protagonitzada per Alain Delon (Tom Ripley), Maurice Ronet i Marie Laforêt.
- L'enginyós senyor Ripley (The Talented Mr. Ripley, 1999), pel·lícula estatunidenca dirigida per Anthony Minghella i protagonitzada per Matt Damon (Tom Ripley), Gwyneth Paltrow, Jude Law, Cate Blanchett y Philip Seymour Hoffman. 5 nominacions als premis Iscar el 2000.

## Novel·les del cicle de Ripley
El personatge de Tom Ripley ha protagonitzat les següents 5 novel·les al llarg de 36 anys (1955-1991):
1. El talent de Mr. Ripley (The Talented Mr. Ripley, 1955)
2. La fossa de Ripley/Ripley enterrat (RipleyUnder Ground, 1970)
3. Ripley's Game (1974)
4. The Boy Who Followed Ripley (1980)
5. Ripley Under Water (1991)